# Joshua ben Karha
Joshua ben Karha (in ebraico יהושע בן קרחה ‎?, da leggersi come Yehoshua ben Karcha) (Israele, II secolo – ...) è stato un rabbino ebreo antico Tanna della 4ª generazione (135 – 170 e.v.).
Collega di Rabbi Meir e di Shimon ben Gamliel II, discepolo di Eleazar ben Azariah e di Yochanan ben Nuri. Alcuni sono dell'opinione che fosse figlio di Rabbi Akiba ha-Kerah ("il calvo").
La Mishnah non cita molti commentari halakhici di Ben Karha di sua propria autorità, e i pochi che vengono riportati sono o in contesto con lui o in congiunzione con un altro saggio tannaitico. In un altro riferimento, il Talmud cita un commentario di Ben Karha secondo l'autorità di Eleazar ben Azariah, e in un altro riferimento, secondo l'autorità di Rabbi Yochanan ben Nuri. In simile maniera, Joshua offerse la sua decisione halakhica insieme a Rabbi Jose ben Halafta, sul problema della costruzione di Gerico.
In confronto agli scarsi commentari halakhici, esistono invece molti commentari aggadici che vengono citati secondo la sua propria autorità. Ben visse fino a tarda età e quando benedisse Judah haNasi, aggiunse l'augurio che potesse vivere altrettanto a lungo come lui stesso aveva vissuto.